# Осада Рантхамбора (1568)
Осада Рантхамбора — осада могольской армией (70 000 чел.) под предводительством императора Акбара раджпутской крепости Рантхамбор с 8 февраля по 21 марта 1568 года. Акбар осмелел после своих побед в битве при Таннасаре (9 апреля 1567) и осаде Читторгарха (23 октября 1567 — 23 февраля 1568), и только форт Рантамбор остался непокоренным. Акбар считал, что форт Рантхамбор представлял серьёзную угрозу для Империи Великих Моголов, поскольку в нём проживали великие раджпуты клана Хада, которые считали себя заклятыми врагами Моголов.
Могольский император Акбар впервые решил осадить форт Рантхамбор в 1558 году, но вместо этого решил захватить Гвалиор, северную Раджпутану и Джаунпур.

## Предыстория
После успешных побед моголов под Раджпутаной и падения самых отъявленных врагов Акбара во время осады Читторгарха, Акбар решил захватить форт Рантхамбор, который считался самой сильной крепостью в Раджпутане и считался неприступным.
Раджпуты в форте Рантхамбор находились под командованием Рао Сурджана Хада из клана Хада из Бунди. Рантамбор был столицей раджпутского княжества Бунди. Рао Сурджан Хада (1554—1584) был сильно деморализован победой Акбара во время осады Читторгарха, но, тем не менее, сначала отказался сдаваться.

## Осада
Осада Рантхамбора началась 8 февраля 1568 года, когда элитные силы Великих Моголов численностью 5000 человек захватили 8-мильную окружность вокруг форта Рантхамбор. Затем Акбар возглавил армию из более чем 30 000 моголов, захватив с собой одни из самых больших пушек, когда-либо построенных в империи Великих Моголов. За несколько недель осады ряды Акбара расширились до более чем 70 000 человек.
Акбар установил Красный императорский шатер перед холмом, который вел к воротам в форт Рантхамбор. Затем Акбар вооружил свой лагерь массивными пушками, три из которых были более 15 футов в длину. Затем Акбар приказал своим людям захватить три близлежащих скалистых выступа, после чего Акбар разместил на этих позициях пушечные батареи. именно с этих трех позиций Акбар обстреливал форт Рантамбор, расположенный на вершине крутого скального утеса.
По мере продолжения осады Акбар разместил ещё более мощные пушки и скоростные минометы на двух скалистых выступах, обращенных к форту Рантхамбор. Акбар также приказал своим людям начать строительство сабатов, или крытых путей, чтобы позволить армии приблизиться к врагу. В течение нескольких недель сабаты позволили людям Акбара получить контроль над районами, расположенными прямо под крутым склоном форта Рантамбор. Моголы построили вокруг форта сборные стены, чтобы защитить свои завоевания, а затем установили высокоточные узкоствольные длинные пушки длиной около 20-25 футов. Длинные пушки иизвестно, что залповые орудия, которые эффективно использовались во время осады, были разработаны известным изобретателем Фатхуллой Ширази.
В результате такой бомбардировки с близкого расстояния из зданий внутри стен форта начало вырываться пламя, небо почернело от дыма, даже боевые слоны в форте взбесились. Именно на этом этапе Акбар лично собрал солдат у ворот форта и был готов к наступлению на форт.
Наконец, 21 марта 1568 года Рао Сурджан Хада открыл ворота форта Рантхамбор и позволил армии Великих Моголов войти после того, как он собрал статуи индуистских божеств из храмов и лично приветствовал Акбара в форте Рантхамбор . Затем Акбар пригласил Рао Сурджана Хаду в свой имперский лагерь, и вечером того же день Рао Сурджан Хада, правитель Рантхамбора, покорился императору Великих Моголов Акбару после ожесточенной кампании, имевшей огромное стратегическое значение для расширения империи Великих Моголов. Затем Акбар воссел на трон под балдахином, когда Рао Сурджан Хада склонился перед ним в знак покорности.
Затем Мехтар-хан был назначен Акбаром командующим гарнизоном Моголов в форте Рантхамбор после того, как Рао Сурджан Хада был отправлен в Бунди.

## Последствия
После более чем месячной осады Раи Сурджан Хада и его индуистские раджпуты в конце концов сдали форт Рантхамбор, который считался неприступным.